# Der Aal
Der Aal (japanisch うなぎ Unagi) ist ein japanischer Spielfilm aus dem Jahr 1997, der auf Akira Yoshimuras Erzählung Karishakuhō (仮釈放, übersetzt Unauslöschlich) basiert. Das mehrfach preisgekrönte Drama, das unter Regie Shōhei Imamuras entstand, handelt von einem Mann, der nach dem Mord an seiner Frau und der Verbüßung einer Gefängnisstrafe ein neues Leben beginnt. Die Hauptrolle übernahm Kōji Yakusho.

## Handlung
Der Tokioter Büroangestellte Takuro Yamashita erhält anonyme Briefe, in denen seine Frau des Ehebruchs bezichtigt wird. Im Sommer 1988 geht er zum Angeln, kehrt jedoch früher als erwartet zurück, um nachzuprüfen, ob seine Frau wirklich mit anderen Männern schläft. Als sich der Inhalt der Briefe als wahr herausstellt, ersticht er seine Frau und stellt sich der Polizei.
Acht Jahre später wird er auf Bewährung aus dem Gefängnis entlassen. Im Gefängnisteich hatte er einen Aal gehalten, der zu einem Gesprächspartner und Freund geworden ist. Yamashita renoviert einen verlassenen Friseursladen in einer ländlichen Gegend und arbeitet fortan als Friseur. Als er für seinen Aal, den er aus dem Gefängnis mitgenommen hat und nun in einem Aquarium hält, im Sumpf nach Futter sucht, sieht er eine Frau bewusstlos am Ufer liegen. Die Frau, die ihn an seine Frau erinnert, wollte sich umbringen. Yamashita stellt Keiko, so der Name der Frau, in seinem Friseursalon an. Durch sie wird der Laden erfolgreicher. Keiko verliebt sich in Yamashita und will sich ihm nähern. Dieser lehnt sie jedoch ab.
Ein bekannter Gefängnisinsasse Yamashitas hat in der Gegend, in der Yamashita lebt und seinen Salon betreibt, einen Job als Müllmann. Er ist neidisch auf Yamashitas scheinbares Glück mit Keiko und seinem Friseursalon und versucht, Yamashita damit zu erpressen, Keiko und anderen zu erzählen, dass er seine Ehefrau ermordet und deswegen eine Haftstrafe verbüßt hat. Er erzählt Keiko von Yamashitas Vergangenheit und versucht vergeblich, sie zu vergewaltigen.
Keiko ist von ihrem Ex-Freund schwanger, der es vor allem auf das Geld ihrer geistig verwirrten Mutter abgesehen hat. Die 34-Jährige will abtreiben. Yamashita erzählt Keiko selbst von seiner Vergangenheit.
Keiko geht auf die Bank, bei der ihr Ex-Freund tätig ist und bei der das Geld ihrer Mutter angelegt ist. Sie holt das Geld. Der Ex-Freund geht wütend zu Yamashita und will wissen, wo Keiko und das Geld sind. Eine Schlägerei bricht aus und die Polizei wird gerufen. Auch Keiko stößt hinzu und offenbart, dass sie von Yamashita schwanger sei.
Yamashita muss für ein weiteres Jahr ins Gefängnis. Vorher rät er Keiko noch, dass sie nicht abtreiben solle, da er sich gemeinsam mit ihr um das Kind kümmern werde. Ihm ist inzwischen klar geworden, dass es die Briefe, die ihm von der Untreue seiner Frau berichtet haben, nicht gegeben hat. Er setzt den Aal ins Meer aus.

## Rezeption
Der Film war am 12. Mai 1997 bei den Internationalen Filmfestspielen von Cannes zu sehen. Im Wettbewerb desselbigen, einem der bedeutendsten weltweit, um die Goldene Palme als bester Film ging Der Aal gemeinsam mit Abbas Kiarostamis Der Geschmack der Kirsche als Sieger hervor. Shōhei Imamura hatte bereits 1983 für Die Ballade von Narayama einmal die Goldene Palme gewonnen.
In die japanischen Kinos kam der Film am 24. Mai 1997. Zwar wurde er kein großer kommerzieller Erfolg, doch stand er in der Gunst der Kritiker. Bei der Verleihung der Japanese Academy Awards 1998 war der Film vierzehnmal nominiert, darunter als Bester Film, und siegreich in drei Kategorien. Kōji Yakusho erhielt für seine Darstellung den Kinema Junpo Award, den Hochi Film Award, den Blue Ribbon Award und den Japanese Academy Award. Shōhei Imamura wurde mit dem Regiepreis beim Mainichi-Filmwettbewerb und mit einem Japanese Academy Award für die Beste Regie ausgezeichnet. Trotz ihrer eher unbedeutenden Rolle als Frau des Bewährungshelfers Yamashitas erhielt auch Mitsuko Baisho zahlreiche andere Preise für Der Aal.
Die Goldene Palme brachte dem Film internationale Aufmerksamkeit. Er startete bis 1999 in den Kinos mehrerer Länder. In Frankreich, wo der Film am 1. Oktober 1997 unter dem Titel L'Anguille anlief, wurde er über 175.000 mal gesehen. In den Vereinigten Staaten, wo er für den Independent Spirit Award als Bester ausländischer Film nominiert war, spielte er über 400.000 US-Dollar ein.

## Kritik
In der New York Times bezeichnete man ihn als „fesselnd“ und „reißend“. „Yakusho and Frau Shimizu liefern treffsichere Darstellungen in einem fantastischen Film, der Hoffnung von einer trostlosen Landschaft schöpft.“ Der film-dienst schrieb in der Ausgabe 03/1998: „Eine eindrucksvolle Studie über Einsamkeit und Isolation, die unter der Oberfläche der Erzählung psychischen und gesellschaftlichen Verdrängungen nachspürt und sich durch ihre kunstsinnige Bildersprache als aufschlußreicher Zeitkommentar versteht.“ Das Lexikon des internationalen Films bemerkt: „Der meditative Rhythmus und ein eigenwilliger, sowohl der Kunst der Reduktion als auch einem Realismus verpflichteter Erzählstil verweigern sich gängigen Sehgewohnheiten.“